# Águas Cristalinas (Caucaia)
Águas Cristalinas é uma lagoa cercada por dunas, localizada próximo a região do Cumbuco, em Caucaia, Ceará.